# Геологія Узбекистану
Територія Узбекистану розташована в межах Урало-Монгольського геосинклінального поясу. Включає епігерцинські гірські споруди Тянь-Шаню і Туранську епігерцинську плиту. Геосинклінальні комплекси Серединного Тянь-Шаню складені в основному теригенними і карбонатними породами девону і карбону, а також магматичними утвореннями. З гранітоїдними породами пов'язані родовища бісмутових і мідно-порфірових руд, з карбонатними — поліметалічні, з вулканогенними — золоторудні родовища.

## Геологічна будова Узбекистану
Геосинклінальні складчасті комплекси Південного Тянь-Шаню представлені теригенними породами ордовика-силуру, карбонатними породами девону — нижнього карбону, флішем середнього карбону, моласою пермі, інтрузіями гранітів, ґранодіоритів, сієнітів верхнього карбону — нижньої пермі. На заході герцинські складки Південного Тянь-Шаню розділяються на 2 гілки: північну і південну. В південній зоні виявлені родовища руд вольфраму, молібдену, свинцю, цинку, гідротермальні золоторудні родовища та інші.
У будові міжгірських западин — Ферганської, Ангренської, Приташкентської — беруть участь мезозойсько-кайнозойські платформні утворення — піщано-глинисті, іноді вугленосні, червоноколірні, соленосні, моласа. З цими структурами пов'язані родовища нафти, вугілля, солей, нерудних будівельних матеріалів, сірки, озокериту та інших корисних копалин.
Туранська плита на території Узбекистану включає плато Устюрт, Бухаро-Хівінську і Сурхандар'їнську депресії та Центральнокизилкумське підняття. Фундамент плити складений нижньопалеозойськими кристалічними сланцями; осадовий чохол — товщею переважно теригенних, карбонатних і соленосних осадів кам'яновугільного-четвертинного періоду. У накладених прогинах вздовж Південно-Тянь-Шанського глибинного розлому, залягають вулканогенно-осадові і флішоїдно-моласові відклади карбону з інтрузіями гранітоїдів. У Центральнокизилкумському піднятті фундамент представлений герцинідами Південного Тянь-Шаню, а малопотужний осадовий чохол — теригенно-карбонатними відкладами крейди і палеогену. Тут зосереджені родовища руд золота, кам'яної і калійних солей, кам'яного вугілля, колчеданно-поліметалічних руд, нерудних будівельних матеріалів, природного газу, флюориту, графіту, бірюзи та інші.